# حسين لاجون
حسين لاجون (1995 السويد) هو لاعب كرة قدم جزائري مولود في السويد .

## روابط خارجية
- حسين لاجون على موقع قاعدة بيانات كرة القدم.إي يو (الإنجليزية)
- حسين لاجون على موقع Soccerway.com (الإنجليزية)